# Prometeo (Goethe)

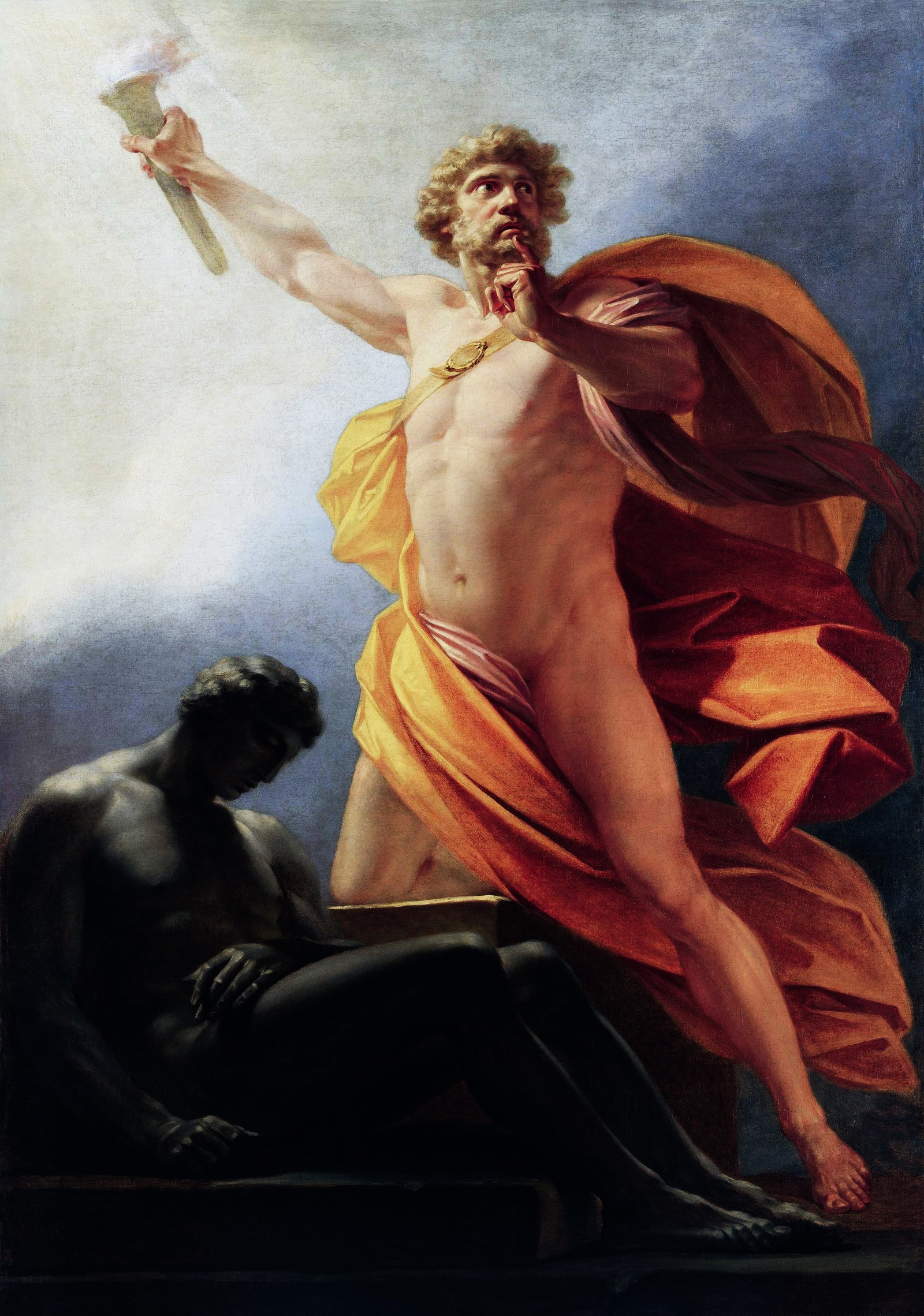
Prometeo dona il fuoco all'uomo di Heinrich Füger

Prometeo (Prometheus) è un poemetto di 57 versi scritto da Johann Wolfgang von Goethe tra il 1772 e il 1774.

## L'opera
Prometeo che aveva donato il fuoco agli uomini si schiera contro Zeus in favore del genere umano. Goethe nel poemetto pone l’accento sulla solitudine che caratterizza la condizione umana nei confronti della divinità e di come l’uomo nella sua lotta quotidiana non senta la necessità di una figura divina, di più il dialogo con la divinità è caratterizzato da un tono polemico.
La corrente di riferimento entro cui si situa il poemetto è lo Sturm und Drang che si colloca convenzionalmente tra il 1765 e il 1785. Il Prometeo avrebbe dovuto essere parte di un omonimo dramma rimasto incompiuto e del quale ci restano due atti. Un altro poemetto di 31 versi ossia il Ganimede, composto nel periodo che va dal 1770 e al 1775, può essere associato al Prometeo dove il primo è la personificazione dell’amore verso la divinità mentre il secondo dell’odio.
Nel 1819 Franz Schubert musica il poemetto.